# Shamsabad (Farrukhabad)
Shamsabad is een nagar panchayat (plaats) in het district Farrukhabad van de Indiase staat Uttar Pradesh. 

## Demografie
Volgens de Indiase volkstelling van 2001 wonen er 23.584 mensen in Shamsabad, waarvan 53% mannelijk en 47% vrouwelijk is. De plaats heeft een alfabetiseringsgraad van 43%. 